# Bartosz Pietruczuk
Bartosz Pietruczuk (ur. 26 lutego 1993 w Malborku) – polski siatkarz, grający na pozycji przyjmującego. 

## Przebieg kariery
| Lata                       | Klub                            |                   |                   |                   |                   |                   |                   |                   |                   |                   |
| kariera juniorska          | kariera juniorska               | kariera juniorska | kariera juniorska | kariera juniorska | kariera juniorska | kariera juniorska | kariera juniorska | kariera juniorska | kariera juniorska | kariera juniorska |
| -------------------------- | ------------------------------- | ----------------- | ----------------- | ----------------- | ----------------- | ----------------- | ----------------- | ----------------- | ----------------- | ----------------- |
| 2008–2010                  | Jurand Malbork                  |                   |                   |                   |                   |                   |                   |                   |                   |                   |
| 2011–2014                  | LOTOS Trefl Gdańsk (Młoda Liga) |                   |                   |                   |                   |                   |                   |                   |                   |                   |
| kariera seniorska          |                                 |                   |                   |                   |                   |                   |                   |                   |                   |                   |
| 2014–2015                  | UMKS Kęczanin Kęty              |                   |                   |                   |                   |                   |                   |                   |                   |                   |
| 2015–2016                  | Espadon Szczecin                |                   |                   |                   |                   |                   |                   |                   |                   |                   |
| 2016–2017                  | LOTOS Trefl Gdańsk              |                   |                   |                   |                   |                   |                   |                   |                   |                   |
| 2017–2018                  | Hypo Tirol Alpenvolleys Haching |                   |                   |                   |                   |                   |                   |                   |                   |                   |
| 2018–2020                  | Dukla Liberec                   |                   |                   |                   |                   |                   |                   |                   |                   |                   |
| 2020–2021 (do 12.01.2021 ) | eWinner Gwardia Wrocław         |                   |                   |                   |                   |                   |                   |                   |                   |                   |
| 2021 (od 14.01.2021)       | Trefl Gdańsk                    |                   |                   |                   |                   |                   |                   |                   |                   |                   |
| 2021–2022                  | BBTS Bielsko-Biała              |                   |                   |                   |                   |                   |                   |                   |                   |                   |
| 2022–                      | MKS Będzin                      |                   |                   |                   |                   |                   |                   |                   |                   |                   |

## Sukcesy klubowe
Młoda Liga:
- 2013
- 2014

I liga polska:
- 2022[7], 2024[8]
- 2023[9]
- 2016

Liga czeska:
- 2019